# 鎧坂哲哉
鎧坂 哲哉（よろいざか てつや、1990年3月20日 - ）は、広島県広島市出身の陸上競技選手。専門は長距離種目。広島県立世羅高等学校、明治大学経営学部経営学科卒業。旭化成所属。2015年世界陸上北京男子10000m日本代表。また、2017年～2020年の4度、ニューイヤー駅伝優勝メンバーに名を連ねている。

## 経歴
中学1年時に友人から誘われて陸上競技を始めた。2005年に世羅高校に進学。高校1年生から主力として活躍し、全国高校駅伝ではアンカーを務めた。翌2006年には2度目の全国高校駅伝に出場、3区の鎧坂が仙台育英高校を抜いてチームを先頭に立たせて、32年ぶりの全国優勝に貢献した。3年時は主将を任されて2007年度5000m高校日本人ランク1位となる14分00秒80を記録したが、故障に悩まされた。連覇を目指した全国高校駅伝では欠場を余儀なくされ、チームも10位に終わった。
2008年に明治大学に進学。第85回箱根駅伝予選会は、故障により欠場した。第40回全日本大学駅伝でも故障の影響から3区区間9位となった。第85回箱根駅伝本大会では1区を走って早稲田大学の矢澤曜らに次ぐ3位でタスキをつないで、石川卓哉らとともに明治大学の43年ぶりシード権獲得となる総合8位に貢献した。2010年の第86回箱根駅伝では3区を走り、区間3位とまとめた。2月の第24回福岡国際クロスカントリー大会で優勝し、3月の世界クロスカントリー選手権に日本代表として出場した。
2010年4月にカナダ・キングストンで開催された第17回世界大学クロスカントリー選手権では、各国の代表を抑えて優勝を飾った。同年の第42回全日本大学駅伝では故障を抱えながらも2区を走って柏原竜二らを抑え、竹澤健介の持つ区間記録を4秒上回る37分38秒の区間新記録をマークした。
2011年の第87回箱根駅伝では2区に出場し、15番手でタスキを受けると村澤明伸とともにごぼう抜きを見せた。11人を抜きさる走りで順位を4位まで上げて流れを作り、明治大学の総合5位に貢献した。
2011年1月には第16回天皇盃全国都道府県対抗男子駅伝競走大会で広島県のアンカーとして7区を走り、3位でゴールした。
最後の箱根駅伝となった2012年の第88回箱根駅伝では、3学年下の大六野秀畝、有村優樹、八木沢元樹らとともに総合3位に大きく貢献した。大会数か月前から悩まされていた坐骨神経痛の影響で本来走る予定であった2区を回避し10区を走ることになった。万全の状態ではなかったが、4位でタスキを受け取ると、前を走る早稲田大学を抜き3位でゴールした（区間4位）。
大学卒業後は旭化成に入社。チームの主力選手としてトラック競技、駅伝で活躍している。
2013年の第97回日本選手権では5000mに出場。富士通の星創太とラスト100mでデッドヒートを演じ、惜しくも0.06秒差で星には敗れたものの2位入賞した(記録:13分49秒63)。2014年11月には八王子ロングディスタンスにて10000mを走り、27分38秒99という日本歴代5位の記録を残した。なお、この記録は日本人が国内のレースで記録したものでは最高記録であった。
駅伝においても、全日本実業団対抗駅伝競走大会で2014年･2015年と3区を担当し2年連続で区間賞を獲得するなど強さを見せている。入社から2015年まで間、旭化成のユニフォームを着て2012年〜2014年の九州実業団毎日駅伝、2013年〜2015年の全日本実業団駅伝、2012年･2013年のグランツール九州(現在廃止)で計4ステージと10回駅伝を走り、区間順位で日本人選手を相手に一度も負けなかった。
2015年の第99回日本選手権では10000mに出場。後続を大きく突き放す独走を見せ、28分18秒53の記録で初優勝を果たす。同時に、前年の八王子ロングディスタンスで世界陸上参加標準記録を突破していた鎧坂は、8月開催予定の世界陸上北京の10000m日本代表に即内定した。
同年7月18日ベルギー、ヒュースデンゾルダーでのナイトオブアスレチックス 5000mに出場し、13分12秒63で日本記録を更新したが同レースで大迫傑が13分08秒40で日本新記録を樹立、日本歴代2位となった。
2015年8月、2015年世界陸上競技選手権大会 北京大会10000mに出場。28分25秒77で18位となった。
11月28日、八王子ロングディスタンス10000mにて、27分29分74で高岡寿成の持っていた日本記録を14年ぶりに更新したが、同レースでチームメイトの村山紘太も27分29秒69で日本新記録を樹立、日本歴代2位となった。
2016年元日のニューイヤー駅伝ではケガを押して1区に登場したが、本調子ではなく区間16位に留まり、優勝を期待されたチームも総合7位に終わった。リオデジャネイロオリンピックを懸けた同年6月の第100回日本選手権まで調子は戻らず、前年の八王子ロングディスタンスにてリオデジャネイロオリンピック男子10000m派遣標準記録を突破していたにもかかわらず、オリンピック出場の切符を逃した。年内はその後も調子の上がらない期間が続いたが、2017年元日のニューイヤー駅伝では、インターナショナル区間の2区で日本人1位の好走を見せ、チームの18年ぶり優勝に貢献した。
ニューイヤー駅伝優勝後は、出身地広島県で行われる第51回織田幹雄記念国際陸上競技大会グランプリ男子5000mで準優勝(日本人1位)、旭化成陸上部の本拠地で行われるゴールデンゲームズinのべおか男子10000mで優勝を果たすなど復調傾向にある。

## 主な戦績

### 日本代表歴
| 年     | 大会                                 | 種目   | 順位 | 記録       |
| ------ | ------------------------------------ | ------ | ---- | ---------- |
| 2010年 | 第39回世界クロスカントリー選手権     | 12km   | 76位 | 35分48秒   |
| 2010年 | 第17回世界大学クロスカントリー選手権 | 10km   | 優勝 | 30分08秒40 |
| 2011年 | 第40回世界クロスカントリー選手権     | 12km   | 86位 | 37分40秒   |
| 2011年 | 第19回アジア陸上競技選手権大会       | 5000m  | 5位  | 13分54秒35 |
| 2015年 | 世界陸上北京                         | 10000m | 18位 | 28分25秒77 |
| 2019年 | 第23回アジア陸上競技選手権大会       | 10000m | 4位  | 28分44秒86 |

### 日本選手権成績
| 年     | 回  | 所属            | 5000m           | 10000m          |
| ------ | --- | --------------- | --------------- | --------------- |
| 2010年 | 94  | 明治大学        | 20位 14分09秒57 | ー              |
| 2011年 | 95  | 明治大学        | 3位 13分39秒88  | ー              |
| 2012年 | 96  | 旭化成          | ー              | 20位 29分08秒00 |
| 2013年 | 96  | 2位 13分49秒63  | ー              |                 |
| 2014年 | 98  | 28位 14分04秒36 | 9位 28分44秒34  |                 |
| 2015年 | 99  | 5位 13分40秒87  | 優勝 28分18秒53 |                 |
| 2016年 | 100 | 16位 14分19秒90 | 16位 29分17秒93 |                 |
| 2017年 | 101 | 6位 13分53秒87  | 7位 28分47秒96  |                 |
| 2018年 | 102 | 17位 14分43秒99 | 5位 28分41秒15  |                 |
| 2019年 | 103 | ー              | 6位 28分44秒11  |                 |
| 2020年 | 104 | ー              | 5位 27分36秒29  |                 |
| 2021年 | 105 | 26位 14分23秒14 | DNF             |                 |

### 駅伝成績
- 2006年 第57回全国高等学校駅伝競走大会 3区区間3位 24分18秒
- 2008年 第40回全日本大学駅伝 3区区間9位 28分18秒
- 2009年 第85回箱根駅伝 1区区間3位 1時間04分53秒
- 2009年 第21回出雲駅伝 1区区間9位 23分38秒
- 2009年 第41回全日本大学駅伝 2区区間3位 38分51秒
- 2010年 第86回箱根駅伝 3区区間3位 1時間03分08秒
- 2010年 第15回全国都道府県対抗男子駅伝競走大会 7区区間8位 38分17秒
- 2010年 第22回出雲駅伝 3区区間2位 23分16秒
- 2010年 第42回全日本大学駅伝 2区区間賞 37分38秒（区間新記録）
- 2011年 第87回箱根駅伝 2区区間3位 1時間07分36秒
- 2011年 第16回全国都道府県対抗男子駅伝競走大会 7区区間2位 37分29秒
- 2011年 第23回出雲駅伝 2区区間賞 15分56秒（区間新記録）
- 2011年 第43回全日本大学駅伝 2区区間4位 38分48秒
- 2012年 第88回箱根駅伝 10区区間4位 1時間11分10秒
- 2013年 第57回全日本実業団対抗駅伝競走大会 2区区間19位(日本人1位) 23分30秒
- 2014年 第58回全日本実業団対抗駅伝競走大会 3区区間賞 38分42秒
- 2015年 第59回全日本実業団対抗駅伝競走大会 3区区間賞 38分26秒
- 2015年 第20回全国都道府県対抗男子駅伝競走大会 7区区間2位 37分33秒
- 2016年 第60回全日本実業団対抗駅伝競走大会 1区区間16位 35分34秒
- 2017年 第61回全日本実業団対抗駅伝競走大会 2区区間25位(日本人1位) 23分23秒　チームは18年ぶり最多22回目の優勝
- 2018年 第62回全日本実業団対抗駅伝競走大会 7区区間2位 47分14秒　チームは2年連続最多23回目の優勝
- 2019年 第63回全日本実業団対抗駅伝競走大会 3区区間賞 38分04秒　チームは3年連続最多24回目の優勝
- 2020年 第64回全日本実業団対抗駅伝競走大会 7区区間賞 44分47秒（区間新記録）チームは4年連続最多25回目の優勝
- 2020年 第57回九州実業団対抗毎日駅伝大会 7区区間賞 46分49秒
- 2021年 第65回全日本実業団対抗駅伝競走大会 4区区間4位 1時間04分33秒
- 2022年 第66回全日本実業団対抗駅伝競走大会 6区区間3位 36分56秒

### その他成績
- 2008年 第40回全日本大学駅伝選考会 10000m1組 1位 29分56秒89
- 2010年 第45回千葉国際クロスカントリー大会 12 km 4位 35分31秒※日本人トップ
- 2010年 第24回福岡国際クロスカントリー大会 10 km 優勝 29分04秒
- 2010年 第89回関東インカレ 10000m 2位 28分34秒12 ※日本人トップ
- 2010年 第89回関東インカレ 5000m 2位 13分39秒31
- 2011年 第46回千葉国際クロスカントリー大会 12 km 4位 35分23秒
- 2011年 第90回関東インカレ 5000m 4位 13分57秒64
- 2013年 第61回全日本実業団対抗陸上競技選手権大会 5000m 4位 13分42秒99 ※日本人トップ
- 2014年 第62回全日本実業団対抗陸上競技選手権大会 5000m 8位 13分47秒15 ※日本人トップ(2年連続)
- 2014年 2014八王子ロングディスタンス 10000m 4位 27分38秒99 ※国内日本人最高記録(当時)
- 2015年 ナイトオブアスレチックス 5000m 12位 13分12秒63 ※日本歴代2位
- 2015年 2015八王子ロングディスタンス 10000m 4位 27分29秒74 ※日本歴代2位(当時)
- 2017年 第51回織田幹雄記念国際陸上競技大会 5000m 2位 13分32秒16
- 2017年 第28回ゴールデンゲームズinのべおか 10000m 優勝 27分57秒63 ※日本人トップ

#### 大学駅伝戦績
| 学年               | 出雲駅伝                                    | 全日本大学駅伝                              | 箱根駅伝                          |
| ------------------ | ------------------------------------------- | ------------------------------------------- | --------------------------------- |
| 1年生 （2008年度） | 第20回 ― - ― 出走なし                       | 第40回 3区-区間9位 28分18秒                 | 第85回 1区-区間3位 1時間04分53秒  |
| 2年生 （2009年度） | 第21回 1区-区間9位 23分38秒                 | 第41回 2区-区間3位 38分51秒                 | 第86回 3区-区間3位 1時間03分08秒  |
| 3年生 （2010年度） | 第22回 3区-区間2位 23分16秒                 | 第42回 2区-区間賞 37分38秒 区間新記録(当時) | 第87回 2区-区間3位 1時間07分36秒  |
| 4年生 （2011年度） | 第23回 2区-区間賞 15分56秒 区間新記録(当時) | 第43回 2区-区間4位 38分48秒                 | 第88回 10区-区間4位 1時間11分10秒 |

## 自己記録
| 1500m                | 3分42秒21     | 2014年7月12日  | Flanders Cup コルトレーク      |              |
| 3000m                | 7分52秒70     | 2017年7月9日   | ホクレンディスタンスチャレンジ | 日本歴代10位 |
| 5000m                | 13分12秒63    | 2015年7月18日  | ナイトオブアスレチックス       | 日本歴代2位  |
| 10000m               | 27分29秒74    | 2015年11月28日 | 八王子ロングディスタンス       | 日本歴代2位  |
| ハーフマラソン       | 1時間03分01秒 | 2019年2月3日   | Surf City Half Marathon        |              |
| マラソン             | 2時間07分55秒 | 2022年2月6日   | 別府大分毎日マラソン           |              |
| 歴代記録は当時の順位 |               |                |                                |              |